# Theope orphana
Theope orphana is een vlindersoort uit de familie van de prachtvlinders (Riodinidae), onderfamilie Riodininae.
Theope orphana werd in 1911 beschreven door Stichel.